# Terebra insalli
Terebra insalli é uma espécie de gastrópode do gênero Terebra, pertencente a família Terebridae.